# James McNeill Whistler
James Abbott McNeill Whistler, född 14 juli 1834 i Lowell, Massachusetts, död 17 juli 1903 i Chelsea, Storbritannien, var en amerikansk-brittisk målare och grafiker.

## Biografi
James McNeill Whistler var amerikan, men bodde, utbildade sig och arbetade nästan hela sitt liv i Storbritannien och Frankrike. Hans målning Symfoni i vitt nr 1: Den vita flickan (1862) orsakade en del uppståndelse när den visades på en utställning i London och senare på Salon des Refusés (de refuserades utställning) i Paris. Denna målning innehåller mycket av det Whistler menade var måleriets egentliga uppgift: att arrangera färg och form till en harmonisk helhet, inte att försöka avbilda naturen eller en människa så naturtroget som möjligt.  
En av Whistlers främsta kritiker var John Ruskin. År 1878 stämde Whistler Ruskin för ärekränkning efter kritik av målningen Nocturne i svart och guld: Den fallande raketen (1874). Ruskin skrev bland annat att Whistler "kastade en färgpyts i ansiktet på publiken". Denna målning går ännu längre i strävan efter l'art pour l'art där han vill jämställa måleriet med musiken, bland annat genom att ge sina målningar namn som "Nocturne" eller "Symfonie". Utan dessa titlar kan det vara svårt att uppfatta något egentligt motiv; man varseblir måhända endast färgfläckar och former arrangerade på ett harmoniskt sätt. Whistlers argumentering vid rättegången ses av många som en genomtänkt förklaring till det som så småningom kom att kallas för abstrakt konst. Whistler vann rättegången men tvingades betala den och blev bankrutt på kuppen, och nödgades bland annat att sälja sitt hem, en vacker villa i London.
Whistler var bekant med många framstående franska konstnärer, bland andra Édouard Manet och Gustave Courbet. Oscar Wilde och Whistler, som var goda vänner, sågs ofta tillsammans på Paris caféer. Båda var kända för sin intellektuella skärpa och bitande ironi.
Whistler sammanbodde 1860–1866 med Joanna Hiffernan, som också var modell för honom, för bland andra Symfoni i vitt-målningarna. Han är begravd på Saint Nicholas kyrkogård i Chiswick i London.

## Konstnärskap
Vänskapen med tidens franska avant-gardekonstnärer, bland annat Manet, impulser från det japanska färgträsnittet, som han var en av de första att upptäcka, samt påverkan från de engelska prerafaeliterna smälte hos Whistler samman till en mycket personlig bildstil i landskap och porträtt, som med sin summariska förenkling och återhållsamma, efterhand nästan monokroma färgskala gjorde honom till banbrytare för sekelslutets symbolism och syntetism. Med sina mjuktonade impressionistiska etsningar framstår han även som en av tidens yppersta grafiker.

## Galleri

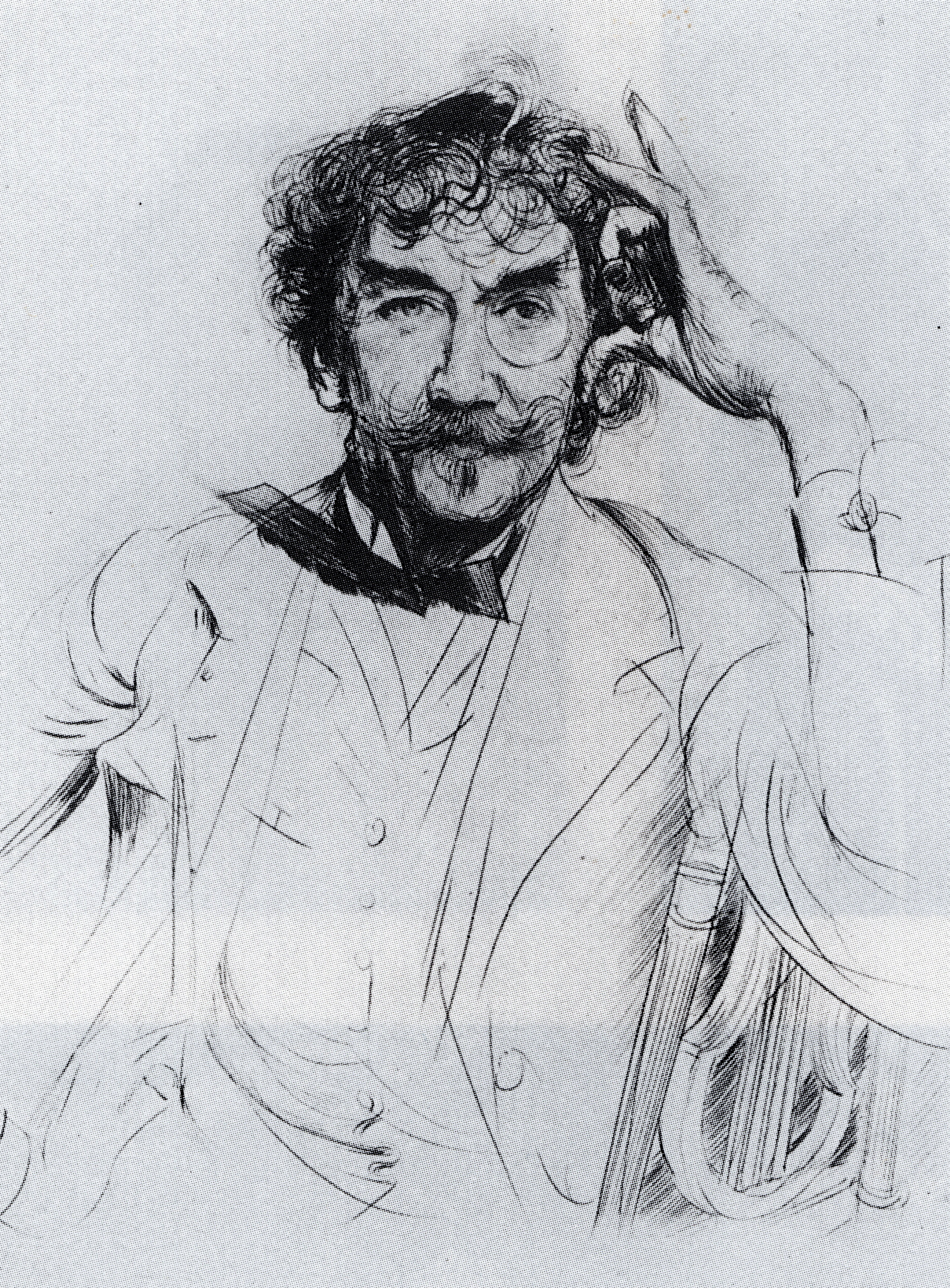
James McNeill Whistler
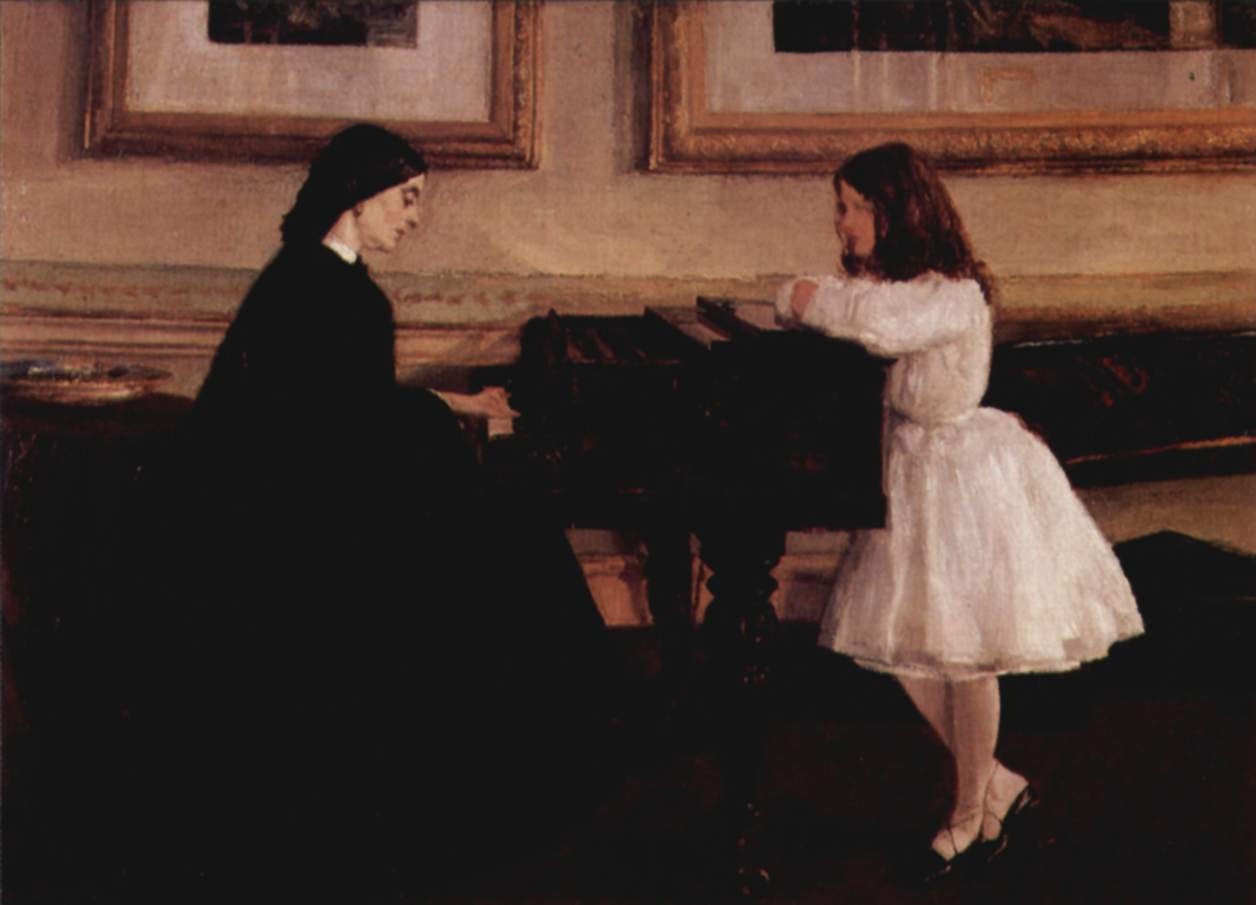
"Vid pianot" (1858-1859). Taft Museum, Cincinnati
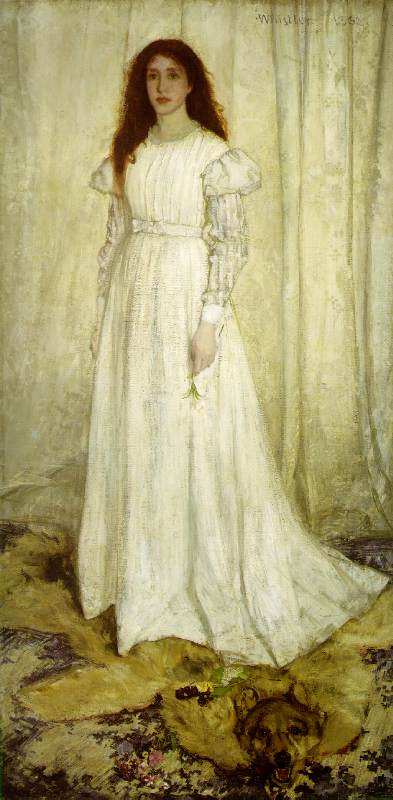
Symfoni i vitt nr 1: Den vita flickan (1862), National Gallery of Art.
Arrangemang i grått och svart nr 1: Konstnärens moder (1871), Musée d'Orsay.
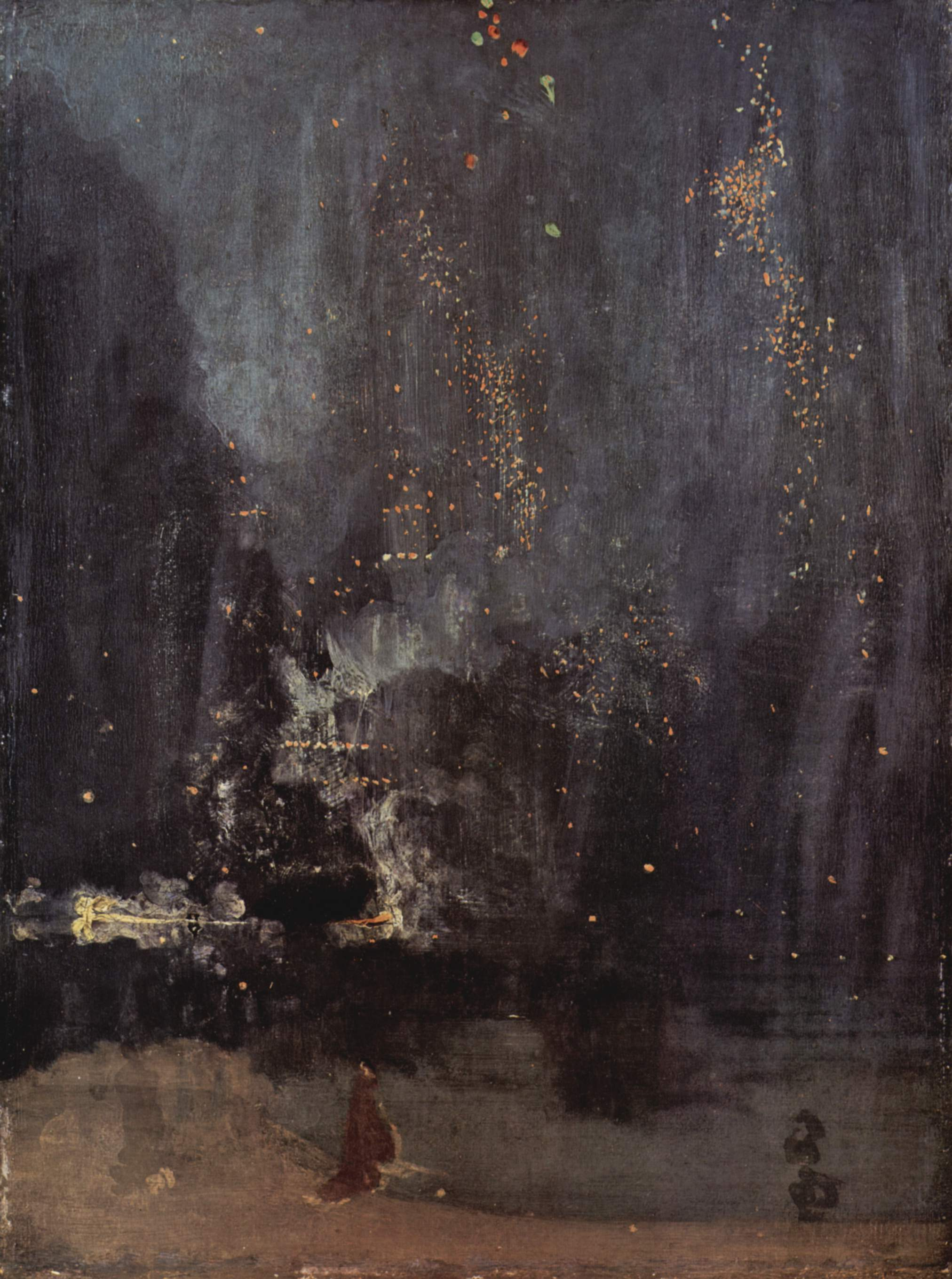
Nocturne i svart och guld: Den fallande raketen (1875), Detroit Institute of Art.
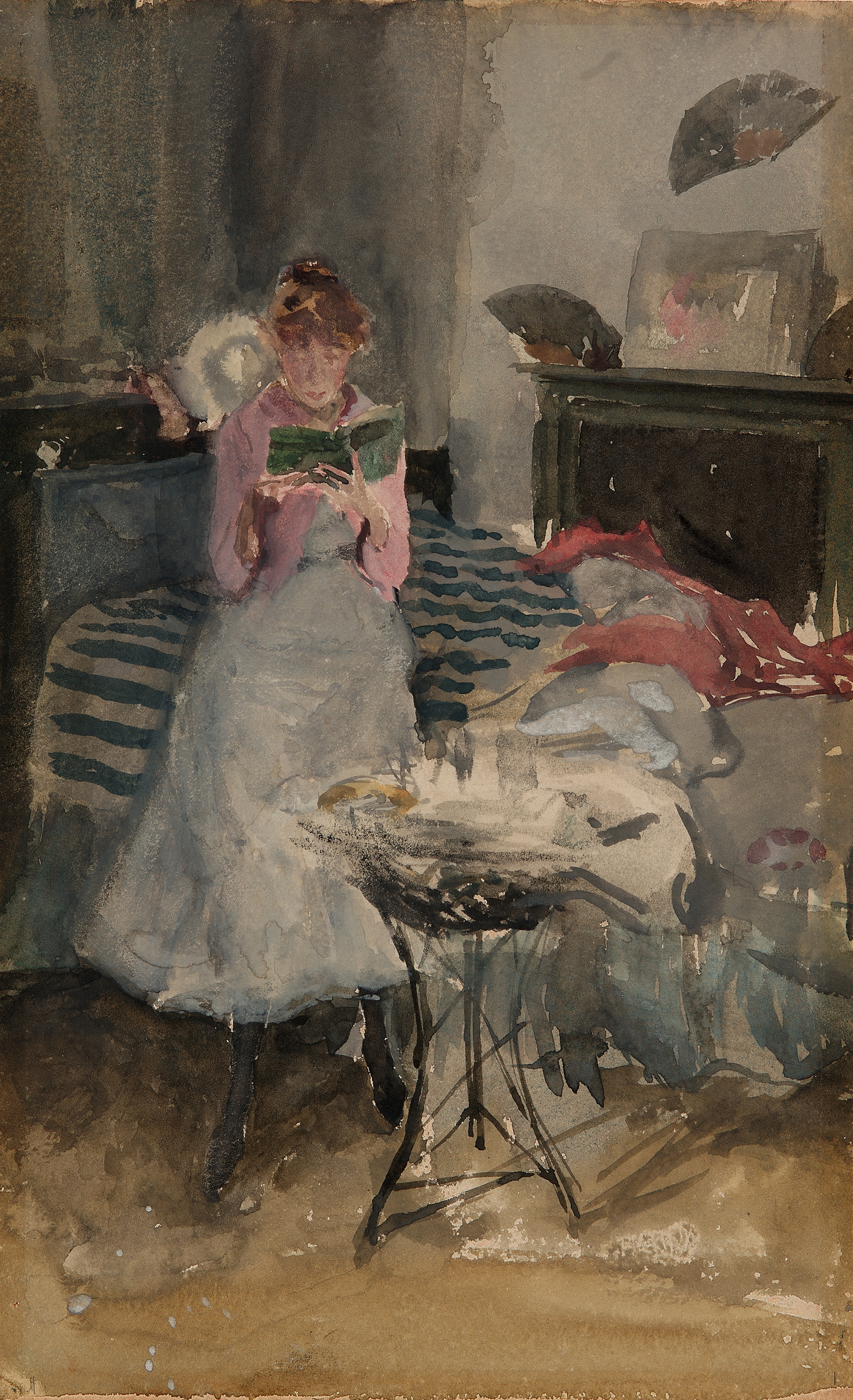
"Pink Note The Novelette" (1884)
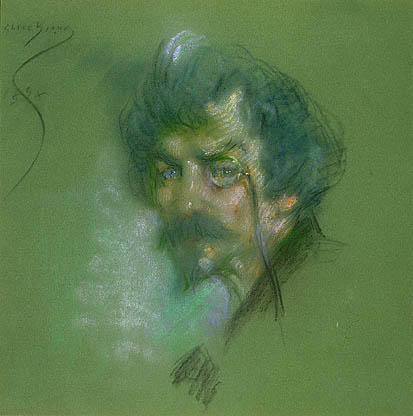
James Abbott McNeill Whistler (1898)
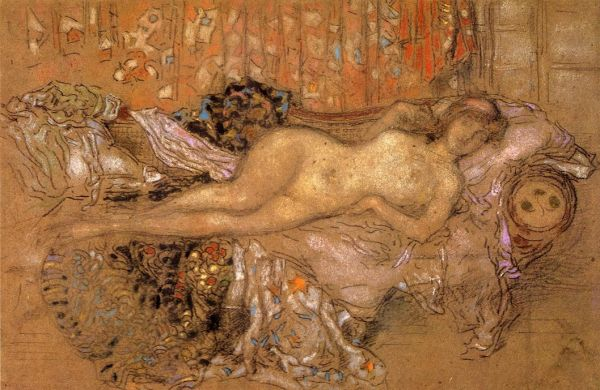
The Arabian (c:a 1890)